# Las Tunas (provins)
Provinsen Las Tunas er en af Cubas provinser med 536.027(2010) indbyggere. Den er lokaliseret i den nordvestlige del af Cuba. Hovedstaden hedder
Victoria de Las Tunas og af andre større byer kan nævnes: Puerto Padre og Amancio.

## Administrativ opdeling
Provinsen er opdelt i 8 kommuner:
| Kommune               | Indbyggertal (2004) | Areal (km²) |
| --------------------- | ------------------- | ----------- |
| Amancio               | 41.523              | 857         |
| Colombia              | 32.942              | 563         |
| Jesús Menéndez, Cuba  | 51.002              | 638         |
| Jobabo                | 49.403              | 884         |
| Majibacoa             | 40.264              | 621         |
| Manatí                | 33.573              | 953         |
| Puerto Padre          | 93.705              | 1.178       |
| Victoria de Las Tunas | 187.438             | 891         |